# 아라 아브라하미안
아라 아브라하미안(스웨덴어: Ara Abrahamian, 아르메니아어: Արա Ռաֆայելի Աբրահամյան 아라 라파엘리 아브라하먄, 1975년 7월 27일~)은 아르메니아 태생 스웨덴의 레슬링 선수이다. 아르메니아와 스웨덴 국가대표 선수로 활동했으며 2004년 하계 올림픽 당시 그레코로만형 미들급 은메달을 획득했다.

## 생애
귬리에서 태어난 아브라하미안은 8세때 아르메니아에서 레슬링을 시작했다. 그는 아르메니아 주니어 선수권 대회에서 3번 우승했다. 1994년에 아르메니아 청소년 국가대표로 발탁되었으며 그 해에 스웨덴 스톡홀름에서 열린 스톡홀름 주니어 오픈에 출전하면서 처음으로 스웨덴을 방문했다. 대회가 끝난 후에도 대표팀 동료인 사무엘 마누키얀과 아라 가스포리얀과 함께 스웨덴에 계속 머물렀으며 현지 레슬링팀인 스포르바에겐에 입단했다. 
이후 1996년에 아르메니아 국가대표 선수로 발탁되었으며 그 해 3월에 헝가리 부다페스트에서 열린 1996년 유럽 선수권 대회에서 12위에 올랐다. 1998년 8월에는 자신이 머물던 스웨덴의 도시인 예블레에서 열린 1998년 세계 선수권 대회에 참가하여 17위에 올랐고 이 대회가 아르메니아 국가대표로 참가한 마지막 국제 대회가 되었다. 같은 해에 스웨덴 국적을 취득하여 1999년부터 스웨덴 국가대표로 활동하기 시작했다.
그는 2001년과 2002년 세계 선수권 대회에서 우승하면서 2연패를 달성했고 2004년 하계 올림픽 미들급에서 은메달을 획득했다. 그는 2008년 하계 올림픽에서 동메달을 땄지만, 준결승에서 심판의 항의 때문에 메달을 거부했다. 따로 공개된 메달 시상식 동안, 아브라하미안은 매트의 중앙에 메달을 배치했고 달아나기로 항의했다. 그는 나중에 국제 올림픽 위원회로부터 실격 처리되어 평생 동안 올림픽에 참가할 자격을 박탈당했다. 그는 FILA에서 2년동안 선수 자격 정지 징계를 받았지만, 징계는 2009년 3월에 스포츠 중재 재판소에서 뒤집혀졌다.